# Подосиновик
Подоси́новик (оси́новик, красноголо́вик) — общее название для нескольких видов грибов рода лекцинум (обабок) (лат. Leccinum). Отличаются оранжево-красной (иногда белой) шляпкой и посинением мякоти гриба на срезе. От подберёзовиков также отличаются обычно более толстой, «коренастой» ножкой и плотной мякотью шляпки.
Поскольку все подосиновики съедобны и практически одинаковы по пищевым качествам, грибники не всегда различают их виды. Однако для грибной охоты полезно знать экологические особенности разных видов. Некоторые виды распространены в основном в зоне лиственных и смешанных лесов Евразии, другие — Северной Америки.
Название «подосиновик» связывают не только с характерным местом произрастания этих грибов, но и с цветом шляпок, напоминающим осеннюю окраску осиновых листьев.

## Список видов
Известно более 130 видов рода Лекцинум (Обабок), в том числе:
- Подосиновик красный (лат. Leccinum aurantiacum)
- Подосиновик жёлто-бурый, или красно-бурый (Leccinum versipelle)
- Подосиновик белый (Leccinum percandidum)
- Подосиновик черночешуйчатый (Leccinum atrostipiatum)
- Красноголовик дубовый (Leccinum quercinum)
- Красноголовик сосновый (Leccinum vulpinum)
- Красноголовик еловый (Leccinum piceinum)
- Подосиновик окрашенноногий (Tylopilus chromapes, или Leccinum chromapes)